# Juan Garat
Juan Ignacio Garat (Corrientes, 16 de mayo de 1973) fue un extenista profesional argentino. Su máxima posición en elATP fue el número 249 el 3 de mayo de 1993 y el 85 en 1994.

## Carrera
Garat jugó al tenis en la Universidad de Troy, Alabama de 1989 a 1993. En diciembre de 1989, Garat participó en el Orange Bowl para jugadores menores de 16 años después de entrar como clasificado, y ganó el torneo después de derrotar al undécimo clasificado Reinhard Wawra en la final, 6–2, 4–6, 7-6(8–6). Mientras era miembro del equipo universitario, los ayudó a alcanzar el Campeonato de la NCAA durante la temporada de 1993. Los Trojans terminaron la temporada en el puesto número 8 del Ranking Nacional Rolex. Por sus éxitos durante su último año, Garat fue nombrado All-American de la Asociación Internacional de Tenis (ITA).
Después de graduarse en 1993, Garat se convirtió en tenista profesional, consiguiendo sus mayores éxitos en el apartado de dobles. En su carrera, ganó tan solo un título: el Torneo de Kitzbühel de 1993, cuando con su compañero Roberto Saad batió a la pareja formada por Marius Barnard y Tom Mercer por 6–4, 3–6, 6–3. Llegó al número 85 del ránking ATP en dobles en 1994. Su mejor actuación en un Gran Slam fue una segunda ronda en Roland Garros de 1994.

## Títulos ATP

### Dobles
Campeón
| N.º | Fecha          | Torneo    | Superficie    | Compañero    | Oponente en la final      | Resultado     |
| --- | -------------- | --------- | ------------- | ------------ | ------------------------- | ------------- |
| 1.  | Agosto de 1993 | Kitzbühel | Tierra batida | Roberto Saad | Marius Barnard Tom Mercer | 6–4, 3–6, 6–3 |

Finalista
| N.º | Fecha              | Torneo     | Superficie    | Compañero    | Oponente en la final                | Resultado     |
| --- | ------------------ | ---------- | ------------- | ------------ | ----------------------------------- | ------------- |
| 1.  | 6 de julio de 1987 | San Marino | Tierra batida | Roberto Saad | Daniel Orsanic Olli Rahnasto        | 4–6, 6–1, 3–6 |
| 3.  | Septiembre de 1993 | Palermo    | Tierra batida | Jorge Lozano | Sergio Casal Emilio Sánchez Vicario | 3–6, 3–6      |